# Шуґар Рей Леонард
Шуґар Рей Леонард (англ. Sugar Ray Leonard; нар. 17 травня 1956, Вілмінгтон, Північна Кароліна, США) — американський професійний боксер, що виступав у напівсередній вазі, першій середній, середній, другій середній та напівважкої вагових категоріях. Чемпіон світу у напівсередній вазі (версія WBC, 1979—1980 і 1980—1982; версія WBA, 1981—1982), першій середній (версія WBA, 1981), середній (версія  WBC, 1987), другій середній (версія WBC, 1988—1989) та напівважкої (версія WBC, 1988) вагових категоріях. Загалом переміг 9 бійців (з них 8 нокаутом) за титул чемпіона світу п'яти вагових категорій. Найкращий боксер 1979 та 1981 років за версією журналу «Ринг». Один з найсильніших боксерів 1980-х років. Олімпійський чемпіон 1976 року.